# Fabbroni (kráter)

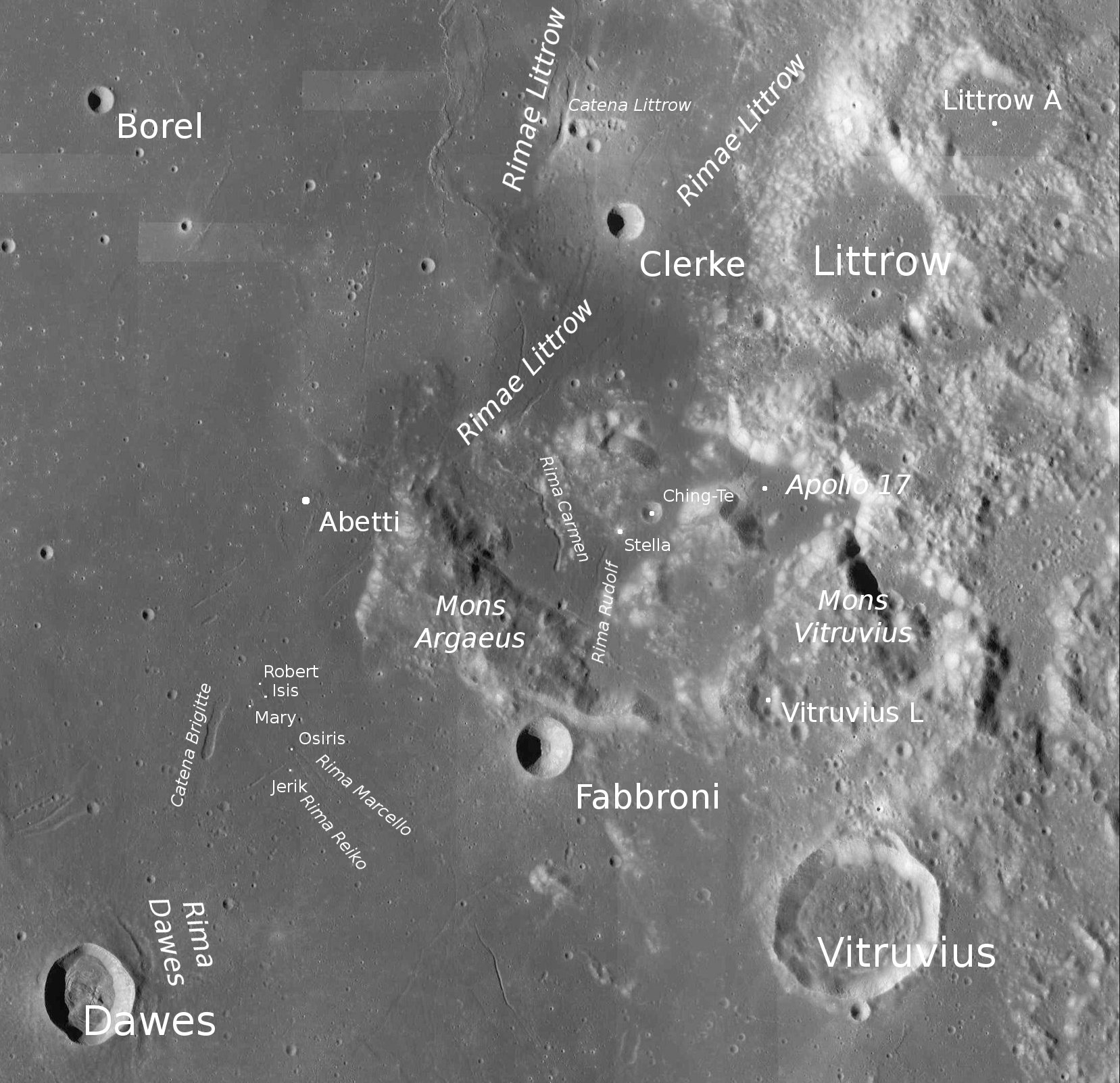
Kráter Fabbroni a okolí

Fabbroni je nevelký impaktní kráter nacházející se na severním okraji Mare Tranquillitatis (Moře klidu) na přivrácené straně Měsíce. Má průměr 11 km, pojmenován je podle italského chemika Giovanni Fabbroniho. Je kruhovitého tvaru s malou plochou dna kolem středu. Než jej Mezinárodní astronomická unie v roce 1976 přejmenovala, nesl název Vitruvius E.
Jihozápadně leží kráter Dawes, jižně menší Beketov a jihovýchodně Vitruvius. V těsné blízkosti Fabbroniho (severně) se nachází horský masiv Mons Argaeus.